# Bronisław Markiewicz
Bronisław Markiewicz (Pruchnik, Galitzia, 13 de julio de 1842 - Miejsce Piastowe, 29 de enero de 1912) fue un religioso y sacerdote polaco, fundador de la Congregación de San Miguel Arcángel; en el año 2005 fue proclamado beato por el papa Benedicto XVI.

## Biografía
Nació en 1842, fue el sexto de una familia de once hijos cuyo padre era alcalde del lugar. En la adolescencia experimentó una crisis de fe y se volcó al agnosticismo por un período de dos años, influenciado por un inspector escolar de nombre Eusebio Czerkawski, decididamente anticlerical y racionalista. 
A los 21 años ingresa al seminario diocesano de Przemyśl y el 15 de septiembre de 1867 fue ordenado sacerdote.

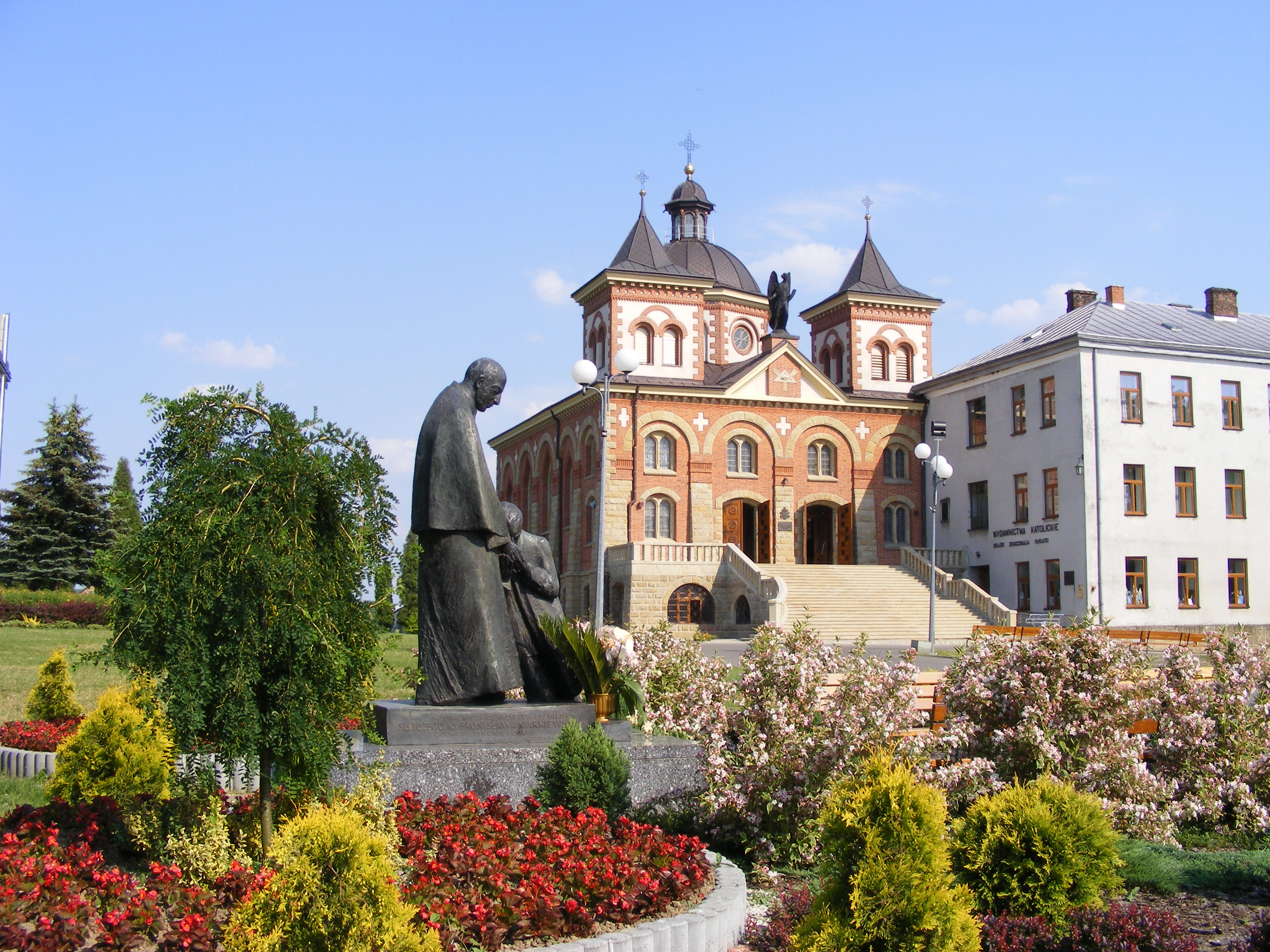
Santuario en Miejsce Piastowe.

Una semana después de su ordenación da su primera misa en su pueblo natal de Pruchnik y una semana después se hace cargo de la parroquia del pueblo de Harta donde trabaja hasta febrero de 1870. Durante su ministerio en Harta, Markiewicz fundó tres nuevas parroquias en las zonas rurales y dio una especial preferencia al trabajo entre los pobres y especialmente entre los niños. En 1870 Markiewicz fue designado vicario de la catedral de Przemyśl y trabajó como capellán del presidio local. Markiewicz siguió trabajando con los jóvenes del lugar y cuando una epidemia de cólera azotó la región Markiewicz asistió a cuantos enfermos pudo y organizó "ollas populares" para alimentar a la población que comenzó a llamarle el "ángel consolador".
Ante la ola de agnosticismo que cundía en la región, Markiewicz decide perfeccionarse en filosofía y en 1873 ingresa en la Facultad de Filosofía de la Universidad de Juan Casimiro en Leópolis en donde su decano era el viejo inspector Eusebio Czerkawski, con quien permanentemente confrontó. Al año siguiente ingresó a la Universidad Jagellónica de Cracovia, pero no pudo finalizar los estudios en ninguna de las dos facultades cuando en 1875 fue trasladado a la pequeña aldea de Gać para hacerse cargo de la vicaría. Allí luchó contra el alcoholismo, un mal endémico entre los pobladores, y fundó la Sociedad de Abstinencia.
Entre 1877 a 1882 es designado párroco en Błażowa. en 1882 fue designado al frente de un seminario en Przemyśl y como capellán de las carmelitas descalzas que se habían instalado en Przemyśl luego de haber sido expulsadas de Posnania por la Kulturkampf.
En 1885 Markiewicz viaja a Italia en donde conoce a Juan Bosco en 1887 y en 1888 se une a la congregación de los salesianos.
En 1892 regresa a Polonia para hacerse cargo de una parroquia en Miejsce Piastowe, en donde permanece hasta su muerte en 1912.
Ni bien llegó a su país comenzó a poner en práctica las enseñanzas de Don Bosco organizando casas para niños y jóvenes abandonados. 
Con los años la Congregación de los Salesianos comenzó a admitir no sólo a los niños pobres y abandonados en sus institutos sino también a los hijos de padres que pertenecían a clases pudientes, quienes pagaban un estipendio.
El padre Markiewicz no estuvo de acuerdo con estos cambios impulsados por Don Rua —sucesor de Don Bosco— e insiste en que la congregación debe poner todas sus fuerzas en la atención de los desamparados. Don Rua envía en 1897 un delegado suyo para supervisar que las nuevas normas fuesen cumplidas por el padre Markiewicz pero éste se niega y decide abandonar el Instituto Salesiano. En ese año decide fundar una asociación civil a la que le da el nombre de Templanza y Trabajo, dedicada al rescate de los niños abandonados. La asociación —que será la base de la Congregación de San Miguel Arcángel—recibió la aprobación papal en 1898. 
Ante la necesidad de fondos para su obra Markiewicz manda a sus discípulos a pedir dinero a las familias ricas de la zona. Por la misma época una ola de disturbios sociales corre por Europa Central con la ascensión del socialismo. Markiewicz advierte a las clases privilegiadas:

Sólo la "permanente revolución" de la caridad y justicia pueden detener las revoluciones sociales. ¡Lo que ustedes no den por su propia voluntad les será quitado por la fuerza!

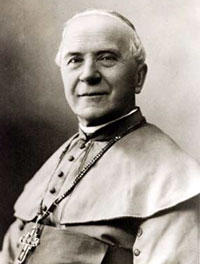
San Józef Pelczar.

El padre Markiewicz encontró una fuerte oposíón a su obra por parte de obispo de Przemyśl, san Józef Sebastian Pelczar quien le niega fondos para su obra a no ser que reingrese a la congregación salesiana. Pelczar también pone trabas para que los muchachos que están a su cargo ingresen a los seminarios y le niega la creación de la rama femenina de la obra. Muchos de los discípulos de Markiewicz se exilian voluntariamente a América en donde entran en distintos seminarios y asisten a la comunidad polaca emigrada; otros desisten de ordenarse como sacerdotes y se quedan con el padre Markiewicz.

Admiro y amo a los salesianos... Frecuentemente les envío a los hijos de padres ricos que pueden pagar una buena cuota, y yo sólo me quedo con aquellos que nada pueden pagar... Nuestros trabajos se complementan.

Tratando en obtener la aprobación del instituto por parte del obispo Pelczac, Markiewicz pone a éste bajo la advocación del Arcángel San Miguel.
En 1911 el padre Markiewicz declaraba que más de 2000 jóvenes habían pasado por sus establecimientos y que habían salido teniendo un oficio. El 11 de diciembre de ese año Markiewicz sufre una hemorragia cerebral de la cual pudo ser salvado. Sin embargo Markiewicz también sufría de grandes dolores causados por la próstata y no pudo ser operado porque su corazón estaba muy débil como para resistir la anestesia. Markiewicz murió el 29 de enero de 1912 y una multitud fue a su entierro a pesar del frío y de la nevada que cayó ese día.

Cuando me haya ido todo se pondrá bien... ¡Yo los ayudaré! No tengan miedo.

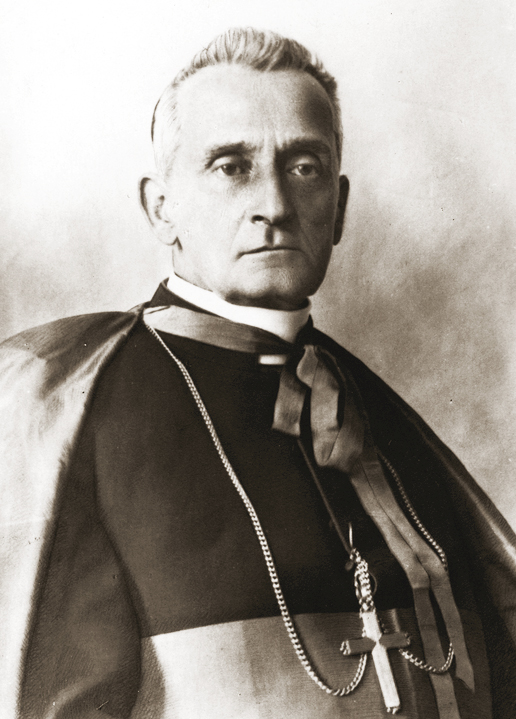
Obispo Adam Sapieha, principal propulsor de la obra de Markiewicz.

El principal propulsor de la obra de Markiewicz fue el obispo de Cracovia Adam Stefan Sapieha que hizo todo lo posible para que el 29 de septiembre de 1921 —día de San Miguel Arcángel— fuese erigida canónicamente la rama masculina de la Congregación San Miguel Arcángel y, en 1928, la rama femenina: las Hermanas Miguelinas.
En 1958 se inició el proceso de beatificación y el 19 de junio de 2005 fue proclamado beato en una ceremonia celebrada por el cardenal Józef Glemp en la plaza Piłsudski, Varsovia, Polonia; su fiesta se celebra el 29 de enero de cada año, fecha de su muerte.